# Olsenbanden och Dynamit-Harry mot nya höjder
Olsenbanden och Dynamit-Harry mot nya höjder är en norsk film från 1979 regisserad av Knut Bohwim. Filmen är den tionde i serien om Olsenbanden.

## Handling
Egon har en plan, att stjäla en film som innehåller dokument angående oljeletning i Nordsjön och sälja filmen till affärsmannen Brock-Larsen.

## Om filmen
Filmen är en norsk version av den danska filmen Olsen-banden går i krig från 1978.

## Rollista
- Arve Opsahl - Egon Olsen
- Carsten Byhring - Kjell Jensen
- Sverre Holm - Benny Fransen
- Aud Schønemann - Valborg
- Harald Heide-Steen Jr. - Dynamit-Harry
- Sverre Wilberg - Hermansen
- Øivind Blunck - kriminalkonstapel Holm
- Arne Aas - Brock-Larsen
- Lasse Kolstad - Roy
- Ole-Jørgen Nilsen - den svarta baronen